# Дорчестер (Іллінойс)
Дорчестер (англ. Dorchester) — селище (англ. village) в США, в окрузі Макупін штату Іллінойс. Населення — 133 особи (2020).

## Географія
Дорчестер розташований за координатами 39°5′9″ пн. ш. 89°53′16″ зх. д. / 39.08583° пн. ш. 89.88778° зх. д. (39.085884, -89.887769).  За даними Бюро перепису населення США в 2010 році селище мало площу 1,86 км², уся площа — суходіл.

## Демографія
Згідно з переписом 2010 року, у селищі мешкала 151 особа в 58 домогосподарствах у складі 47 родин. Густота населення становила 81 особа/км².  Було 62 помешкання (33/км²).
Расовий склад населення:
| - 97,4 % — білих |

До двох чи більше рас належало 2,6 %. Частка іспаномовних становила 0,0 % від усіх жителів.
За віковим діапазоном населення розподілялося таким чином: 25,8 % — особи молодші 18 років, 55,0 % — особи у віці 18—64 років, 19,2 % — особи у віці 65 років та старші. Медіана віку мешканця становила 44,5 року. На 100 осіб жіночої статі у селищі припадало 98,7 чоловіків;  на 100 жінок у віці від 18 років та старших — 96,5 чоловіків також старших 18 років.
Середній дохід на одне домашнє господарство  становив 49 881 долар США (медіана — 47 656), а середній дохід на одну сім'ю — 54 219 доларів (медіана — 47 750). За межею бідності перебувало 14,6 % осіб, у тому числі 27,6 % дітей у віці до 18 років та 6,3 % осіб у віці 65 років та старших.
Цивільне працевлаштоване населення становило 59 осіб. Основні галузі зайнятості: будівництво — 22,0 %, транспорт — 13,6 %, роздрібна торгівля — 13,6 %.